# Łabuń (jezioro)
Łabuń – jezioro w Polsce, położone w gminie Resko, w powiecie łobeskim, w województwie zachodniopomorskim.

## Charakterystyka
Według regionalizacji fizycznogeograficznej Polski Łabuń znajduje się prawie w całości na Równinie Nowogardzkiej. Północny brzeg jeziora położony jest natomiast na Równinie Gryfickiej. Akwen znajduje się ok. 3,6 km na północny wschód od miasta Resko, pomiędzy wsią Łabuń Wielki a osadą Potuliny.
Regionalny Zarząd Gospodarki Wodnej w Szczecinie przedstawił, że Łabuń w typologii rybackiej jest jeziorem sandaczowym, natomiast według źródła z Urzędu Miejskiego w Resku jezioro jest typu linowo-szczupakowego. Wokół Łabunia rozciągają się jest szuwary i olsy.
Na wodach Łabunia obowiązuje zakaz używania jednostek pływających z napędem spalinowym. 
Przez jezioro przepływa rzeka Rekowa, która wpada od południowego brzegu, a uchodzi od zachodniego.
W 1955 roku zmieniono urzędowo niemiecką nazwę jeziora – Labuhner See, na polską nazwę – Łabuńsko. W 2006 roku Komisja Nazw Miejscowości i Obiektów Fizjograficznych w wykazie hydronimów przedstawiła nazwę Łabuń.

## Morfometria
Powierzchnia jeziora wynosi według różnych źródeł od 21,52 ha do 22,10 ha. Objętość zbiornika wyliczono na 154,7 tys. m³. Głębokość maksymalna zbiornika wynosi 1,0 m, a natomiast średnia głębokość 0,7 m. Długość linii brzegowej Łabunia równa jest 2030,0 m. Rzędna lustra wody jeziora wynosi 43,70 m n.p.m. W skali pH wody w jeziorze mają wskaźnik 7,0. Przewodność elektrolityczna jest na poziomie 250.